# شهرستان بن
شهرستان بن یکی از شهرستان‌های استان چهارمحال و بختیاری ایران است. مرکز این شهرستان، شهر بن است.
این شهرستان در تاریخ ۲۹ آذر ۱۳۹۱ از شهرستان شهرکرد جدا شد و مستقل گردید.

## موقعیت جغرافیایی
شهرستان بن از شمال تا غرب با شهرستان چادگان استان اصفهان، از شرق با شهرستان سامان و از جنوب با شهرستان شهرکرد همسایه است.

## مردم‌شناسی
مردم این شهرستان از اقوام مختلف بوده و به سه زبان ترکی چهارمحالی، لری بختیاری و فارسی چهارمحالی تکلم می‌کنند.

لهجه و تکلم ترکی در شهرستان بن تا حدود زیادی به لهجه ترک های آذری شمال غرب ایران ( خصوصا زنجان) شباهت دارد.
علاوه بر آن وجود داستان ها و قصه های فرهنگ ترک های آذربایجانی همچون کور اوغلی در بین افراد سالخورده شهر بن این فرضیه را که ترک های بن اصالتی قشقایی نداشته و در زمان شاه عباس بزرگ صفوی و شاه صفی به عنوان سوارکاران و جنگجویان ماهر قزلباش در جهت حفاظت از پایتخت وقت ایران صفوی ( اصفهان) از آذربایجان به این منطقه نقل مکان نموده اند را تقویت می بخشد.

## تقسیمات کشوری
شهرستان بن دارای ۲ بخش، ۴ دهستان و ۳ شهر به شرح زیر است:

### شهرستان بن
| بخش   | مرکز بخش | جمعیت بخش ۱۳۹۵ | نام دهستان      | مرکز دهستان | جمعیت دهستان ۱۳۹۵ | شهر        | جمعیت شهر ۱۳۹۵       |
| ----- | -------- | -------------- | --------------- | ----------- | ----------------- | ---------- | -------------------- |
| مرکزی | بن       | ۲۳٬۶۲۴ نفر     | حومه            | شیخ شبان    | ۳٬۱۹۴ نفر         | بن وردنجان | ۱۲٬۹۷۱ نفر ۴٬۴۵۶ نفر |
| مرکزی | بن       | ۲۳٬۶۲۴ نفر     | وردنجان         | بارده       | ۳٬۰۰۳ نفر         | بن وردنجان | ۱۲٬۹۷۱ نفر ۴٬۴۵۶ نفر |
| شیدا  | یان‌چشمه  | ۴٬۷۰۲ نفر      | شیدا            | حیدری       | ۱٬۳۵۱ نفر         | یان‌چشمه    | ۲٬۱۹۰ نفر            |
| شیدا  | یان‌چشمه  | ۴٬۷۰۲ نفر      | زاینده‌رود جنوبی | آزادگان     | ۱٬۱۶۱ نفر         | یان‌چشمه    | ۲٬۱۹۰ نفر            |

## جاذبه‌های گردشگری

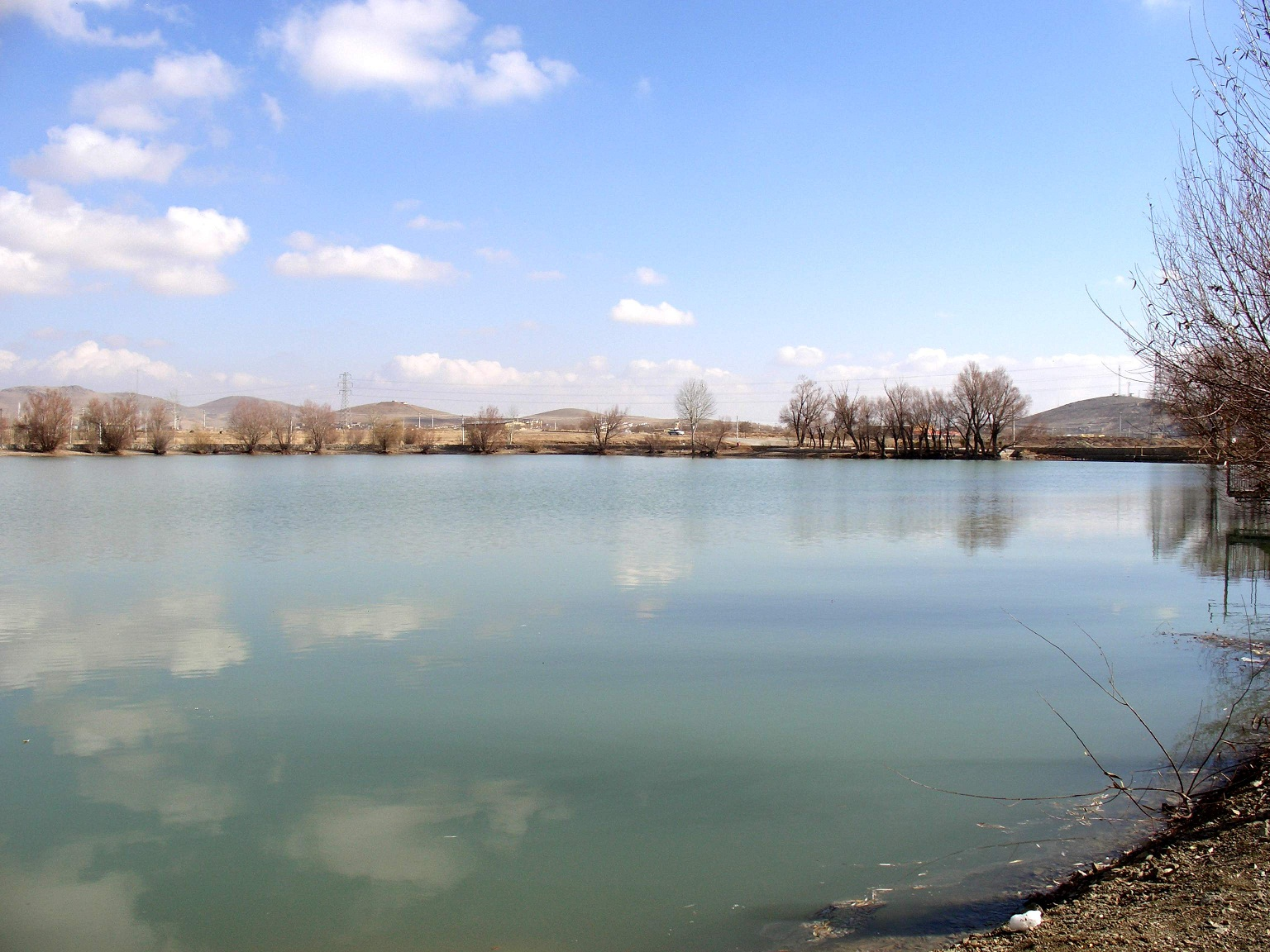
گرداب بن

- گرداب بن (مهم‌ترین منطقه گردشگری در شهرستان بن)
- سد زاینده رود در یانچشمه
- حاشیه زاینده رود در روستای آزادگان
- امامزاده سیدمحمد در روستای بارده
- امامزاده سید بهاءالدین محمد در روستای شیخ شبان
- امامزاده باباپیر احمدبن
- امامزاده حارث بن علی در روستای جمالو
- قلعه محمد حسن خان در روستای بارده
- کوه افغان و بقایای باقیمانده از حمله افغان‌ها در بن
- پیست اسکی در روستای بارده[۳][۴]
- پیست اسکی روستای شیخ شبان

## جمعیت
بر پایه سرشماری عمومی نفوس و مسکن در سال ۱۳۹۵، جمعیت شهرستان بن برابر با ۲۸٬۳۲۶ نفر بوده است.